# Ракетни крайцери тип „Олбани“
Олбани (на английски: Albany) са серия от три кораба на ВМС на САЩ. Първоначално са построени като тежки крайцери от типовете „Балтимор“ и „Орегон Сити“, в периода 1958 – 1964 г. са преустроени на ракетни крайцери (CLG).
Корабите са подложени на основна реконструкция, свалено е цялото им въоръжение, напълно е реконструирана надстройката, приела характерната кулообразна форма. За намаляване на теглото и подобряване на устойчивостта в надстройките широко се използват конструкционни материали на основата на алуминиеви сплави.

## Модернизация
Първоначално като за обекти на реконструкцията са избрани крайцерите USS Oregon City (CA-122)
(от типа „Орегон“),
USS Chicago (CA-136) и USS Fall River (CA-131)
(от типа „Балтимор“). След реконструкцията те трябва да се превърнат в ракетните крайцери CG-10, CG-11 и CG-12 съответно. С времето „Орегон“ е решено да се замени с еднотипния USS Albany (CA-123), тъй като последният се намира в по-добро техническо състояние. По същата причина „Фол Ривър“ е заменен с еднотипния USS Columbus (CA-74).
Първоначалните планове предполагат конверсията и на USS Rochester (CA-124) от типа „Орегон“ и USS Bremerton (CA-130) от типа „Балтимор“ в CG-13 и CG-14, обаче, поради високата стойност, реконструкцията на тези кораби е анулирана в ползата на фрегати от специализиран проект.

## Конструкция
При преустройството на корабите в ракетни крайцери, цялата им артилерия и част от броневата защита са демонтирани от корпусите. Надстройките на корабите също са напълно демонтирани и заменени с нови, конструирани (за намаляване на високото тегло) от леки алуминиеви сплави.
Модернизираните кораби имат своеобразен, лесно разпознаваем силует. В предната част на корпуса се извисява масивната, много висока правоъгълна надстройка, увенчана с антената на РЛС AN/SPS-30. Право пред надстройката, на конични основи, се разполага групата от четири радара за носовия ЗРК „Талос“. В основата на носовата надстройка се намира хангарът, където зенитните ракети се снаряжават пред пуска им.
Странично от носовата надстройка се разполагат на издатини четирите радара AN/SPG-51, използвани за насочването на ЗРК „Тартар“.
Веднага след носовата надстройка е монтирана високата мачта-тръба, служеща за основа на антените за трикоординатната РЛС AN/SPS-48, навигационният радиолокатор AN/SPS-10 и комплекса антени за свръзка. Аналогичната по конструкция кърмова мачта-тръба е увенчана с въртящата се антена на РЛС за откриване на въздушни цели AN/SPS-43. В промеждутъка между мачтите-тръби е поставена контейнерната ПУ за ПЛУР ASROC.
Встрани от кърмовата мачта-тръба са поместени две 127-мм оръдия в барбетни установки, над които са разположени оптичните директори за артилерийския огън.

### Въоръжение

#### Зенитно въоръжение
Основното въоръжение на ракетните крайцери от типа „Олбани“ е свръхдалекобойният зенитно-ракетен комплекс RIM-8 „Talos“. Снабдени с правопоточни двигатели, ракетите на комплекса осигуряват поражението на аеродинамични цели – в т.ч. и свръхзвукови – на разстояние 105 – 150 километра от кораба.
Двете сдвоени релсови пускови установки Mk 12 са разположени в носовата и кърмовата част на крайцера. Установките се презареждат от разположени в надстройката хангари, където се подават ракетите от подпалубния пълнител. Преди подаването на пусковата установка, механиците в хангара ръчно монтират на ракетите крилата и стабилизаторите, съхраняващи се отделно за икономия на място. Общата вместимост на всеки пълнител е 52 ракети, т.е. боекомплектът на крайцера щатно се състои от 104 ракети RIM-8 Talos. В боекомплекта се включват както ракети с конвенционални бойни части, така и с ядрени, поравно както и модификациите на ракетите за поражение на наземни/надводни цели.
Ракетите „Талос“ имат двойна система за управление: „оседлан лъч“ на маршевия участък от траекторията, и полуактивно радиолокационно самонасочване на финалния участък. Насочването на ракетите по целта се осъществява с помощта на две групи радари, в носовата и кърмовата част. Всяка група включва два радара AN/SPW-2, използващи се за управление на ракетата на маршевия участък, и два радара AN/SPG-49, служещи за „подсветка“ на целта във финалния участък. Цялата процедура за управление на ракетата се изпълнява с помощта на СУО Mk 77, задействаща два компютъра за управление на ракетата и изчисление на траекторията на движение.
За самоотбрана, крайцерът също носи зенитно-ракетен комплекс малък радиус на действие „Тартар“. Двете сдвоени пускови установки Mk 11, презареждащи се от вертикални подпалубни барабани, се разполагат странично от масивната носова надстройка на крайцера. Насочването на ракетите се изпълнява с помощта на четири радара AN/SPG-51 (по два на всеки борд), изпълняващи подсветката на целите за полуактивните ГСН. Боекомплектът на системата съставлява по 42 ракети RIM-24 „Tartar“ на установка. Така, общият боезапас на крайцерите от типа „Олбани“ се състои от 188 ракети, при това може едновременно да се съпровождат осем цели: четири от ЗРК „Талос“, и още четири (но не повече от две на всеки борд) от ЗРК „Тартар“.

#### Противолодъчно въоръжение
В центъра на корпуса, между мачтите-тръби, крайцерите носят 8-зарядната пускова установка на противолодъчния ракетен комплекс RUR-5 ASROC. Комплексът може да се използва за поражение на подводни лодки с леки противолодъчни торпеда или с дълбочинни ядрени заряди на дистанции до 15 – 20 км. Презареждането на контейнерната пускова се осъществява чрез люкове в кърмовата надстройка.
Допълнително, всички крайцери носят по два тритръбни 324-мм торпедни апарата Mark 32 Surface Vessel Torpedo Tubes за противолодъчните торпеда Mk 46.

#### Противокорабно въоръжение
Първоначално корабите от типа „Олбани“ въобще нямат специализирано противокорабно въоръжение. На стадий строеж, към първоначалния проект са добавени две 127-милиметрови 38-калибрени оръдия Mk-24 в открити управляеми ръчно установки, разположени побордно при основата на кърмовата мачта-тръба на крайцерите. Тези остарели късоцевни оръдия могат да се разглеждат само като спомагателно въоръжение.
В същото време, макар крайцерите от типа „Олбани“ да не носят специализирано противокорабно въоръжение, всичките техни три ракетни комплекса: „Талос“; „Тартар“ и ASROC – щатно могат да се използват за стрелба по надводни цели в пределите на радиохоризонта. Енергията от попадението на пикиращата на скорост от порядъка на 2,8 Маха и тежаща тон и половина ракета RIM-8 Talos е сравнима с енергията от попадението на снаряд на главния калибър на линкор, и даже без бойна част е достатъчна да потопи разрушител или тежко да повреди голям кораб. С оглед възможностите да се използват ядрени бойни части, „Талос“ може да бъде ефективно използван за унищожаването на практически всички типове надводни кораби, включая линкори и тежки крайцери.
През 1980-те се предполага да се снабдят крайцерите и с ПКР „Харпун“, но по икономически причини проектът не е реализиран.

#### Стратегическо ударно въоръжение
В средната част на кораба е зарезервирано място за установка с осем шахти за ракетите със средна далечина на полет „Поларис“, обаче във връзка с успешното разгръщане на подводни лодки-ракетоносци, от концепция да се въоръжават надводните кораби с балистични ракети се отказват в средата на 1959 г.

#### Авиационно въоръжение
Крайцерите от типа „Олбани“ имат полетна палуба за вертолет в кърмовата част: обаче, хангар за него не е предвиден.

### Брониране
Крайцерите съхраняват елементи от броневия пояс и главната бронирана палуба. Хангарите и погребите за „Талос“ имат 30-мм противоосколочна защита. Предвидена е защита на корабите от оръжие за масово унищожение, чрез херметизация на корпуса и монтирането на системи за измиване.

## История на службата
Всички три кораба интензивно се използват през 1960-те и 1970-те години. „Чикаго“ дълго време е флагмански кораб на 3-ти флот в Тихия океан, „Олбани“ изпълнява аналогичните функции в 6-и флот в Средиземно море. Двата кораба в края на 1960-те години преминават модернизация на системите за управление на ракетите „Талос“. „Колумбус“ няма модернизация, а през 1976 г. е изваден от състава на флота и утилизиран.
„Чикаго“ и „Олбани“ служат до 1980 г., когато тяхното последващо модернизиране е признато за нецелесъобразно.

## Галерия
- Пуск на ЗУР „Талос“ и „Тартар“ от крайцера „Олбани“, 1963 г.
- ПУ ЗРК „Талос“ на крайцера „Колумбус“, 1962 г.
- Пуск ЗУР „Тартар“ от крайцера „Колумбус“, Средиземно море, 1965 г.
- ПУ за ПЛУР АСРОК на крайцера „Колумбус“, 1962 г.
- Крайцерът „Колумбус“
- Крайцерът „Олбани“ преди реконструкцията, 1955 г.

## Представители на проекта
| Кораб                | №            | Изходен тип | Корабостроителница         | Заложен на            | Спуснат на | В строй от                | Списан на                 | За скрап   |
| -------------------- | ------------ | ----------- | -------------------------- | --------------------- | ---------- | ------------------------- | ------------------------- | ---------- |
| USS Albany (CA-123)  | CA-123 CG-10 | „Орегон“    | Bethlehem Boston           | 06.03.1944 01.1959    | 30.06.1945 | 15.06.1946 03.11.1962     | 30.06.1958 29.08.1980     | 12.08.1990 |
| USS Chicago (CA-136) | CA-136 CG-11 | „Балтимор“  | Philadelphia San Francisco | 28.07.1943 01.07.1959 | 20.08.1944 | 10 януари 1945 02.05.1964 | 01.11.1958 01.03.1980     | 24.10.1991 |
| USS Columbus (CA-74) | CA-74 CG-12  | „Балтимор“  | Bethlehem Puget Sound      | 28.06.1943 30.09.1959 | 30.11.1944 | 08.06.1945 01.12.1962     | 05.08.1959 31 януари 1975 | 01.11.1977 |

В таблицата се съдържа информация за корабите преди реконструкцията им (горните редове) и след нея. В графата „Корабостроителница“ е указано мястото на първоначалното построяване и мястото на реконструкция. В графата „заложен“ данните за датите са от залагането на корабите като артилерийски крайцери и датата за начало на реконструкцията. В графата „Списан“ – датите на изваждане от състава на флота преди реконструкцията и датата на окончателното изваждане в резерва.

## Коментари
1. ↑  Буквите показват принадлежността към определен класː ВВ – линкор, СС, CL, СА – съответно линеен, лек или тежък крайцер, CV – самолетоносач, DD – разрушител, SS – подводница и т.н.